# Speed Cards

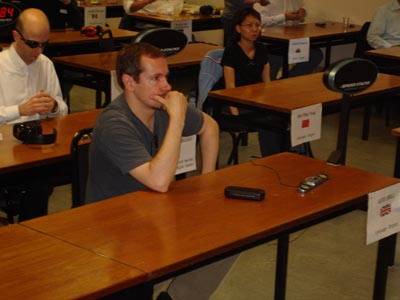
Andi Bell auf der Weltmeisterschaft, bevor er den Weltrekord aufstellt

Speed Cards ist eine Form des Gedächtnissports. Es geht darum, die Reihenfolge eines gut-gemischten Kartenstapels mit 52 Blatt in möglichst kurzer Zeit zu memorieren. Der Weltrekord liegt momentan (Stand:8/18) bei 12,74 Sekunden, gehalten von Shijir-Erdene Bat-Enkh. Das entspricht einer Zeit von etwa 0,245 Sekunden pro Karte.

## Problematik

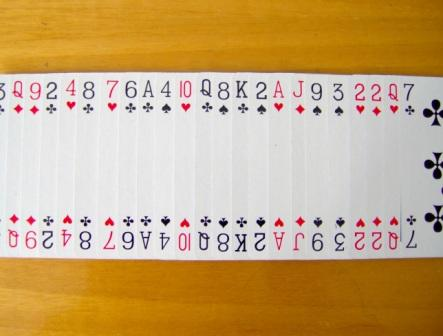
Könnten Sie sich die Reihenfolge merken?

Die große Schwierigkeit oder der große Reiz an der Disziplin ist der Umstand, dass man den Stapel aus Zeitgründen nicht wiederholen kann. Die Reihenfolge muss also beim ersten Durchgang fest im Gedächtnis sitzen.

## Ablauf
Vor dem Memorieren gibt es eine Konzentrationsphase von einer Minute. In dieser Zeit hat der Gedächtnissportler die Möglichkeit, seine Gedanken zu sammeln, um anschließend ganz bei der Sache zu sein. Während dieser Konzentrationsphase liegt bereits der Kartenstapel, den die Schiedsrichter zuvor gut durchgemischt haben, auf dem Tisch. Am Ende der Konzentrationsphase sagt der Organisator die Worte: Neurons on the ready. Go! Nach diesem Startzeichen beginnt der Gedächtnissportler mit dem Memorieren. Das heißt, er fächert den Stapel auf und merkt sich die Reihenfolge der Karten. Wenn er fertig ist, fasst er die Karten wieder zu einem Stapel zusammen und legt ihn so schnell wie möglich auf den Tisch. Die Zeit wird gestoppt. Daraufhin bekommt der Sportler einen anderen Kartenstapel, der nach Farbe und Wert sortiert ist. Er versucht diesen neuen Stapel in die Reihenfolge des ersten Stapels zu bringen. Dafür hat er maximal 10 Minuten Zeit. Nach der Wiedergabe kontrolliert ein Schiedsrichter, ob der Stapel fehlerlos ist, indem er die beiden Kartenstapel parallel aufdeckt.

## Wiedergabe
Die Wiedergabe erfolgt nach Ablauf der 5 Minuten Memorierzeit. Für sie bekommt der Sportler einen geordneten Kartenstapel, welchen er in die Reihenfolge des zuvor memorierten bringen muss.

## Zeitmessung
Für die Zeitmessung verwendet man Stack Mats (Zeitmatten). Zuvor waren die Zeiten von Schiedsrichtern mit Handstoppuhren genommen worden. Die Zeitmatte mit Timer ist eine Vorrichtung, bei der sich die Sportler selber stoppen. Sie hat Kontaktflächen, auf welche der Sportler seine Hände legt. Wenn eine Hand den Kontakt verlässt, startet die Zeitnahme. Wenn der Sportler fertig memoriert hat, platziert er seine Hände wieder auf den Kontaktflächen, wodurch die Zeitnahme gestoppt und die benötigte Zeit angezeigt wird.

## Punktevergabe
Um die Disziplin auf Gedächtnismeisterschaften zu bepunkten, gibt es den sogenannten Millennium-Standard. Dieser liegt – wie auch in anderen Gedächtnisdisziplinen – etwas höher als der Weltrekord: bei 25 Sekunden. Er ist der Schlüssel zur Berechnung, die wie folgt durchgeführt wird:
[1000/(x in sec/25)] * [y/52] (x = Zeit, die man für das Merken benötigt hat, y = korrekt wiedergegebene Karten)
Wenn ein Sportler den Stapel in 25 Sekunden memoriert, bekommt er exakt 1000 Punkte. Hat er einen oder mehr Fehler in der Wiedergabe, wird die Zeit automatisch auf 5 Minuten gesetzt und bis zum ersten Fehler gewertet. Hat er die 27. Karte falsch, sind also die ersten 26 Karten richtig.

## Strategien
Sich einen gut gemischten Kartenstapel mit dem natürlichen Gedächtnis zu merken, ist nur sehr schwer möglich. Alle Gedächtnissportler verwenden deshalb verschiedene Mnemotechniken. Von allen wird die sogenannte Loci (von lat. Platz) oder Routenmethode angewandt. Dabei geht man im Kopf mentale Routen durch und verknüpft Bilder mit den einzelnen Punkten der Route. Wenn die Route beispielsweise die eigene Wohnung ist, welche mit einer Kommode im Eingang beginnt, und das erste zu merkende Wort „Freiheit“ ist, dann würde man sich auf der Kommode die Freiheitsstatue vorstellen. Für das Auswendiglernen von abstrakten Material (hier Karten) ordnet man den einzelnen Informationseinheiten Bilder zu. Dies kann entweder rein willkürlich oder nach einem bestimmten Buchstabencode geschehen.

### 1er-System
Hierbei hat man für eine Karte ein Bild, welches man mit dem Routenpunkt verknüpft. Der Nachteil bei dieser Vorgehensweise ist der hohe Bedarf an Routenpunkten.

### Geschichtenbildung
Hier hat man auch nur ein Bild pro Karte, aber man bildet aus den einzelnen Bildern Geschichten, welche man anschließend auf dem Routenpunkt ablegt. Dies spart Routenpunkte. Außerdem erhöht sich durch den höheren Phantasieeinsatz auch die Erinnerungsquote.

### PVO-System
Bei dem PVO-System hat man für jede Karte drei Bilder: eine Person, ein Verb und ein Objekt. Diese werden zu einer Mini-Geschichte verknüpft, welche man anschließend auf dem Punkt ablegt.

### Ben-System
Das sogenannte Ben-System ist ein von Ben Pridmore entwickeltes Gedächtnissystem. Es verwendet ein Bild für zwei Karten. Dabei ergeben sich also 2704 Bilder. Ben Pridmore selbst verknüpft diese zu einer kleinen Geschichte von jeweils drei Bildern, bevor er diese auf dem Routenpunkt ablegt. Allerdings ist dies nicht mit dem PVO-System zu verwechseln.
Durch das Ablegen mehrerer Bilder auf einem Routenpunkt wird zum einen Zeit gespart, die man für das Wechseln der Routenpunkte benötigt. Zum anderen spart man Routenpunkte und hat einen besseren Überblick bei etwa 20 mentalen Bildern, die in 3er-Paaren auf etwa 7 Routenpunkten verteilt werden. Die letzten Karten eines Stapels werden ins Arbeitsgedächtnis, welches in der Regel problemlos etwa 6 Bilder aufnehmen kann, übernommen und nach Stoppen der Zeit mithilfe der Loci-Methode memoriert.

## Speed Cards Challenge
Am 24. Juni 2006 fand zum ersten Mal die Speed Cards Challenge statt. Dabei traten jeweils zwei Gedächtnissportler gegeneinander an. Der Teilnehmer mit der besseren Memorierzeit gewann. Der Wettkampf wurde nach dem Schweizer System ausgetragen. Gewinner war Ben Pridmore, zweiter wurde Dr. Gunther Karsten, dritte Alisa Kellner.